# Lipovniczky István
Lipovniczky István (Aranyosmarót, 1814. augusztus 15. – Nagyvárad, 1885. augusztus 12.) nagyváradi katolikus püspök 1868-tól haláláig.

## Élete
1831-ben nyert felvételt az esztergomi egyházmegye papnövendékei közé. Nagyszombatban filozófiát és teológiát tanult, majd 1837. augusztus 21-én pappá szentelték. Először Udvardon volt káplán, 1841-től esztergomi helynök, 1844-től hercegprímási levéltáros, 1846-tól komáromi plébános, 1847 februárjától apát.
Az 1848–49-es forradalom és szabadságharc idején lemondott a plébániáról. 1854-ben főegyházmegyei könyvtáros, 1860-ban érsekújvári plébános lett. 1861. február 14-én esztergomi kanonok, 1865. április 2-án a magyar királyi ítélőtábla prelátusa, 1867 januárjában magyar királyi helytartó tanácsos, június 10-én vallás és közoktatásügyi miniszteri tanácsos, később arbei címzetes püspök lett.
1868. november 26-án nevezték ki nagyváradi megyés püspökké. Röviddel utána valóságos belső titkos tanácsossá vált, 1881 szeptemberében pedig pápai trónálló főpapi és római grófi címet kapott. A Magyar Királyi Szent István-rend, és I. osztályú Osztrák Császári Vaskorona-rend lovagja volt; rendelkezett a Szent Sír Lovagrend nagykeresztjével. 1885-ben hunyt el.
Testvére Lipovniczky Vilmos alispán és országgyülési követ volt.

## Művei
- Az aranymisés áldozár vándorpályája. Egyházi beszéd, melyet mélt. Galanthai Fekete Mihály ur cz. novii püspök papi jubileumának ünneplésekor1857. máj. 24. az esztergomi főszékesegyházban mondott. Esztergom, 1857
- Az igaz élet és a nagylelkűség áldásai. Halotti beszéd, melyet Kunszt József kalocsai érsek... gyászünnepén 1866. ápr. 11. a kalocsai érseki főegyházban mondott. Pest, 1866
- L.... püspöki székének 1869. jún. 9. történt ünnepélyes elfoglalásakor a nagyváradi 1. sz. egyházi megye minden híveinek üdvöt és áldást a mi Urunk Jézus Krisztusban. Uo. 1869
- Allocutio quam St. L.... occasione canonicae suae in sedem episcopalem introductionis ad clerum dioecesanam habuit. Uo. 1869
- L. I. püspök főpásztori körlevele, melyben az esperes kerületek látogatása iránti szabályzatok közöltetnek. Pőstyén, 1873